# Pere Créixams
Pere Créixams ou Creixams, né le 9 novembre 1893 à Barcelone et mort en 1965 dans la même ville, est un peintre et illustrateur espagnol.
Peintre figuratif et autodidacte, son œuvre reflète à la fois les sources de l’École de Paris et de la peinture catalane. Pendant toute sa vie, il est partagé, physiquement, entre l’Espagne, pays natal, et la France, pays d’adoption.

## Barcelone-Paris, à la recherche de son destin, 1893-1917
Pere Modesto Luis Creixams est né le 9 novembre 1893 à Barcelone, dans un quartier populaire appelé Poble Sec. Creixams a toujours revendiqué son origine : « je sors du trottoir, du trottoir méditerranéen… »[réf. nécessaire] Pere est le fils unique de Ramon Creixams Roig et de Catarina Picó tous deux issus d’une famille pauvre. Son père meurt jeune en 1906. Il vit alors seul avec sa mère au 5e étage du numéro 61, calle dels Tallers (rue qui conduit de la Rambla de les Estudis à la Universitat).
Pere Créixams s’essaye alors à de nombreux petits boulots. Puis il devint imprimeur. Le soir, il va en classe à la Escuela Moderna (l’École moderne). Il dit avoir appris à lire dans les « livres rouges et anarchistes ». En effet cette école est ouverte en 1901 par Francisco Ferrer, important leader et pédagogue anarchiste. C’était une école laïque dont le projet éducatif était basé sur la pédagogie rationaliste.
En 1910, Créixams veut alors assouvir sa passion naissante, le théâtre, et il entre au Conservatorio del Grand théâtre du Liceu de Barcelone. En 1916, il se rend à Paris pour poursuivre sa carrière de comédien.

## Les débuts parisiens, naissance d’un peintre, 1917-1929
Créixams arrive en 1917 à Paris, à Montparnasse plus exactement au moment où le contexte historique et social n’est pas favorable, et plus encore quand on est étranger. Il débute chez François Bernouard, à La Belle Édition en 1917. Puis c’est au sein de l'Imprimerie Union, engagé en tant que phénicien[Quoi ?], que le monde littéraire, poétique et artistique s’ouvre à lui. La rencontre avec l’écrivain Florent Fels est décisive. Il lui présente tout le Paris intellectuel : le poète, critique d’art et écrivain André Salmon qui le surnomme Pierre l’imprimeur, l’écrivain suisse Blaise Cendrars, Max Jacob, André Malraux, Raymond Radiguet, André Salmon et le peintre Amedeo Modigliani.
Il rencontre Marie Lebourg, toujours appelée « Madeleine » par Créixams et tous leurs amis. Il l’épouse le 4 octobre 1919 à la mairie de Rouen, ville de la mariée.
Creixams s’essaie à l’art sous les conseils du peintre Othon Friesz et c’est le temps des premiers succès. Il expose en 1921 au café du Parnasse (Les Cent du Parnasse exposent au café) et lors de l'Exposition du nu à la galerie Montaigne à Paris. Ses portraits de femmes sont marqués par le style de l’illustre représentant de l’École de Paris, Amedeo Modigliani.
Florent Fels le présente au célèbre marchand de tableaux parisien Paul Guillaume installé 39, rue La Boétie. Celui-ci lui propose de signer un contrat pour s’engager à lui livrer toute sa production artistique de novembre 1921 à juin 1922. Les toiles de Creixams sont exposées aux côtés de celles d'André Derain, de Pablo Picasso, de Maurice de Vlaminck, d'Henri Matisse et d'Amedeo Modigliani…
Par la suite, Creixams travaille avec le galeriste Pierre Loeb avec qui il signe un contrat en 1925. Située à l'angle de la rue de Seine et de la rue des Beaux-Arts, la célèbre  galerie Pierre qui, de 1927 à 1963, représenta de nombreux artistes qui marquèrent le XXe siècle (Braque, Klee, Chirico, Derain, Dufy, Gromaire, Léger, Miro, Pascin, Picasso, Soutine, Masson, Man Ray…)
En peinture, il se tourne vers ses ancêtres espagnols, Le Greco, Francisco de Goya, Diego Vélasquez afin d’affirmer leur héritage artistique. Son admiration pour Pablo Picasso se fait aussi sentir dans sa production des années 1920 et il retient la leçon du peintre des miséreux, des saltimbanques et des guitaristes.
À partir de 1922, il s’installe à Montmartre et fréquente les anciens du Bateau-Lavoir tels que Pablo Picasso, Max Jacob, André Salmon. Ses amis du cercle littéraire de Florent Fels le soutiennent et Creixams devient alors l’ami des écrivains. Le peintre se transforme en illustrateur et collabore avec le duo écrivain et éditeur Pascal Pia et René Bonnel sur le poème inédit de Charles Baudelaire publié d'après le manuscrit original qu'il orne de huit eaux-fortes.
Creixams se lance dans le portrait et prend pour modèle ses amis, artistes et écrivains (Florent Fels, Edgar du Perron dit Eddy, Georges Duhamel, Colette, Paul Fierens, André Gaillard, Jean Paulhan, André Suarès, les frères Tharaud).
Il expose en 1928 la toile Composition au Salon d'automne et prend part aussi au Salon des indépendants et au Salon des Tuileries.

## La Catalogne, le retour aux sources, les années 1930
Creixams se fait un nom en exposant dans les galeries et les salons parisiens. (Salon des indépendants, Salon d’automne, Salon des Tuileries). Sa peinture va être aussi diffusée en Catalogne. À Paris, il fréquente des artistes catalans, comme lui exilés, ou séjournant dans la capitale française, tels que Joaquín Torres García, Eugenio d'Ors et Joan Miró. Ce réseau permet une grande solidarité entre artistes. À Barcelone, de la même façon, Creixams entretient des amitiés. Sa rencontre avec le critique et peintre Rafael Benet lui ouvre les portes du monde artistique barcelonais. Le succès de Creixams est total : il est présenté dans les galeries avant-gardistes de la ville, dans les salons et ses œuvres attirent l’œil des collectionneurs (Galeríe Dalmau, Sala Parés, Galeries d’Art Syra). Il expose ses œuvres régulièrement à l’Exposició de Primavera [Exposition de Printemps], du Saló de Montjuïc.
La peinture de Creixams s’inspire d'abord du noucentiste catalan. Ce mouvement, qui débute vers 1906 et dure jusqu’au début de la guerre civile en 1936, se veut artistique et politique et propose une rénovation de la société. Eugenio d'Ors, le théoricien de cette nouvelle esthétique, désire une régénération artistique en Catalogne. Puis Creixams rapidement évolue vers un réalisme populaire et direct revendiqué par la nouvelle génération d'artistes appelée Generació del 17. Ses paysages sont très construits, géométrisés, fruit d’une grande admiration pour Paul Cézanne.
L’attachement de Creixams à son pays se manifeste par des séjours réguliers en Catalogne tout au long de sa vie. La période estivale était privilégiée et le petit village de pêcheurs de Tossa de Mar accueillit l’artiste lors de nombreux séjours. Ces retours en Catalogne apportent à Creixams une nouvelle inspiration et un style plus personnel. Tossa, havre de paix et site d’une grande beauté, devient sous son impulsion, un véritable centre artistique et intellectuel. Creixams et Benet attirent avec eux leurs amis catalans: Emili Bosch Roger, Francesc Camps Ribera, Josep Gausachs, Francesc Domingo, Josep Mompou, Manuel Humbert, Emili Grau Sala, Enric Casanovas. Mais l’attraction dépasse les frontières catalanes grâce aux connaissances de l’artiste qui invite ses amis parisiens, écrivains, avec en tête Florent Fels, Georges Charensol, Georges Duthuit et des artistes tels que Albert Marquet, Roger Wild, Georges Kars et Marc Chagall.
Après avoir passé l’été 1934 à Tossa en compagnie de nombreux artistes, Creixams ne rentre pas à Paris et reste en Catalogne jusqu’en 1937. En effet, il est nommé professeur à l’Escola Superior de Paisatge d'Olot.
Puis survint l’année 1937 marquant un tournant historique et politique pour la Catalogne et l’Espagne. Creixams s’engage artistiquement du côté des Républicains. C’est à cette date là que le gouvernement catalan le choisit pour illustrer un ouvrage de propagande édité par le Comissariat de Propaganda de la Generalitat.
Il vit à Barcelone les premiers affrontements armés, mais finalement, la situation se dégradant, il retourne vivre à Paris le 20 février 1937. Il quitte la Catalogne en pleine guerre civile et il n’y reviendra qu’à la suite d’un exil de onze années. À la suite de ses dessins engagés, il réalisa en 1939 des toiles illustrant la Retirada décrivant la fuite vers la France de milliers de Républicains espagnols.

## Entre Paris et Barcelone, La double identité: le Catalan de Montmartre, 1937-1965
Ce retour en France, durant la Seconde Guerre mondiale, et la période de l’Occupation sont difficiles. Mais Montmartre l’accueille une nouvelle fois à bras ouverts et Creixams retrouve ses amis de la Butte, écrivains, peintres et chansonniers. Il devient alors une figure montmartroise essentielle aux côtés de Marcel Aymé, Pierre Mac-Orlan, Gen Paul entre autres. La traditionnelle ambiance de fête qui règne à Montmartre convient parfaitement au caractère de bon vivant de Creixams. l’éloignement durant plusieurs années de son pays natal a pour conséquence une peinture aux profonds accents espagnols.
Creixams connaît une période de faible activité artistique. Tout de même, dès 1938, il participe de nouveau aux différents salons parisiens. De plus, il expose en tant qu’artiste montmartrois lors d’expositions collectives mais aussi aux côtés de ses compatriotes catalans. Lui sont consacrées des expositions individuelles régulières par les galeries parisiennes. (galerie Delpierre, galerie Pétridès, galerie de L'Élysée, galerie Charpentier…)
À Barcelone, à partir de la guerre civile espagnole, Creixams n’expose plus. Il faut attendre 1948, année qui marque son retour à la Sala Parés. Cette galerie, toujours fidèle à l’artiste, lui organise des expositions individuelles ainsi que la galerie La Pinacoteca.
Creixams et Madeleine mariés depuis 1919, se sont éloignés l’un de l’autre. Creixams rencontre vers 1940 Nana de Herrera (1905-1991) et de leur amour naît un enfant, Ramon de Herrera. Nana de Herrera, figure majeure de la vie mondaine parisienne pendant les années folles, est une danseuse de ballet classique espagnole. Elle fut le modèle de Max Ponty pour son dessin du célèbre paquet de cigarettes Gitanes (de la Seita). Elle incarna également quelques rôles au cinéma, avant et après-guerre. Elle est, entre autres, demeurée célèbre pour le portrait qu’en fit Tamara de Lempicka en 1928 à la demande du Baron austro-hongrois Raoul Kuffner. Lointain écho de la réclame de Joël Martel qui la représentait en posture de danse en 1926, la toile de Lempicka semble avoir été faite pour souligner sa personnalité.
Creixams débute dans les années 1940, une carrière de portraitiste mondain. Il fréquente le milieu du théâtre et du cinéma. Ses sujets de prédilection sont l’espagnolade ou évocation de l’Espagne. Des gitans, des majas, des danseurs, des toreros évoluent entre réalité et fantaisie. Pendant l’Occupation, Creixams fréquente avec le peintre Gen Paul le Lapin Agile au 4, rue des Saules et les restaurants Chez Manière, rue Caulaincourt et Chez Pomme. À la fin des années 1940, Gen Paul invente sa « Chignolle à Gégène », sorte de fanfare tonitruante, dans laquelle il entraînera tous les artistes de Montmartre : Créixams, Frank-Will, Tony Agostini, Roger Bertin, Jean d'Esparbès…
Le peintre s’entourait de nombreuses figures du milieu littéraire. L’écrivain Pierre Mac Orlan qui disait Creixams est un « lutteur aux épaules carrées et au torse massif, il se collette sans peur avec les terribles difficultés du plus subtil des arts »[réf. nécessaire]. Creixams continua d’apporter ses talents d’illustrateurs pour des ouvrages : pour Joie sur la terre de René Fauchois, De Tapioca à grand-mère Dobrovna d’Henry Bry et Daphné de Georges Charaire.
Creixams vivait à Montmartre mais ne cessa d’aller à Barcelone où il retrouvait ses amis catalans. Il logeait toujours dans un appartement calle Colon. Il s’éteint le 5 mars 1965 d’un arrêt cardiaque dans la ville qui l’a vu naître.
Partagé toute sa vie entre sa Catalogne natale et la France, pays d’adoption, Creixams resta une figure de la butte Montmartre. Sa double identité de Catalan et de Montmartrois résume sa vie : tout en gardant la nostalgie de la Catalogne, l’exil parisien a enrichi sa palette, la complexité de son œuvre en témoigne.

## Expositions
- Exposition Pere Créixams, entre Paris et la Catalogne, l'entre-deux-guerres, Maison de la Catalanité, Perpignan, du 6 juillet au 24 août 2012. Organisation Conseil général des Pyrénées-Orientales. Commissaire d'exposition : Anaïs Bonnel.

### Audiovisuel
- Reportage diffusé sur la télévision catalane de Barcelone TV3 le mardi 14 août 2012 (en ligne).